# Террор (телесериал)
«Терро́р» (англ. The Terror) — американский телесериал в жанре историко-приключенческого триллера. Сюжет первого сезона был основан на одноимённом романе американского писателя Дэна Симмонса и вышел в марте 2018 года на телеканале AMC. Премьера первого сезона в США состоялась 26 марта 2018 года, в России — 29 марта.
Премьера второго сезона состоялась 12 августа 2019 года.
В феврале 2024 года телесериал был продлён на третий сезон, который будет основан на романе Виктора Лаваля «Дьявол в серебре».

## Сюжет первого сезона
В 1845 году два судна королевского флота Великобритании «Террор» и «Эребус» отправляются на поиски Северо-Западного прохода через Арктику. Вскоре корабли оказываются затёртыми льдами, а члены их экипажей сталкиваются не только с суровыми природными условиями, болезнями и нехваткой продовольствия, но и с некой враждебной силой, предстающей в облике огромного белого медведя Туунбака.
В основе сюжета лежит реальная история погибшей полярной экспедиции английского исследователя Джона Франклина 1845—1848 годов, и опубликованный в 2007 году роман «Террор» Дэна Симмонса, а также элементы эскимосской мифологии, в частности, предания о морской богине Седне и гигантских белых медведях Нанурлуке и Кукувеаке.
В экранизации имеется несколько отступлений от сюжетной линии романа, в частности, изменена концовка, и убраны некоторые второстепенные сюжетные арки.

## Актёрский состав (первый сезон)
В главных ролях
- Киаран Хайндс — коммодор Джон Франклин;
- Джаред Харрис — капитан Фрэнсис Крозье[7];
- Тобайас Мензис[8] — капитан Джеймс Фицджеймс;
- Пол Реди[англ.] — врач Гарри Гудсир[англ.];
- Адам Нагайтис — помощник конопатчика Корнелиус Хикки;
- Иэн Харт — ледовый лоцман Томас Блэнки;
- Нив Нилсен[англ.] — Безмолвная (Силна).

Во второстепенных ролях
- Мэттью Макналти — лейтенант Эдвард Литтл;
- Ронан Рафтери — лейтенант Джон Ирвинг;
- Тристан Гравель — второй лоцман Генри Фостер Коллинз;
- Грета Скакки — леди Джейн Франклин;
- Деклан Ханнигэн — лейтенант Генри Томас Ле Висконт;
- Мики Коллинз — лейтенант Роберт Голдинг;
- Кевин Гатри — корабельный старшина Гарри Пеглар;
- Джон Линч — стюард Джон Бридженс;
- Эдвард Эшли — Уильям Гибсон;
- Кэролайн Болтон — Леди Энн;
- Крис Корригэн — Джон Диггл;
- Энтони Флэнеган — Джон Морфин;
- Кристос Лоутон — Джордж Ходжсон;
- Родерик Хилл — Уильям Хезер;
- Тристан Теллер — Чарльз Диккенс;
- Наранцогт Цогцаикхан — инуит-нетсилик;
- Чарльз Эдвардс — Александр Макдональд.

## Эпизоды

### Сезон 1 (2018)
| № | Название                                                 | Режиссёр             | Автор сценария       | Дата премьеры  | Зрители США (млн) |
| --- | -------------------------------------------------------- | -------------------- | -------------------- | -------------- | ----------------- |
| 1 | «Всё на карту» «Go For Broke»                            | Эдвард Бергер        | Дэвид Каджганич      | 26 марта 2018  | 3,34              |
| Сентябрь 1846 года. Полярную экспедицию под командованием Джона Франклина, отправившуюся в феврале 1845 года на кораблях «Эребус» и «Террор» на поиски Северо-Западного прохода, преследуют неудачи: один матрос гибнет при падении с мачты, другой умирает от скоротечной чахотки, а «Эребус» получает повреждение гребного винта. Для ремонта последнего спускают водолаза, который видит под водой призрак. Капитан «Террора» Фрэнсис Крозье, заметивший признаки ранней зимы, предлагает оставить флагман и отойти в безопасные воды на своем судне. Но коммодор Франклин, уверенный в близости цели похода, отдаёт приказ прорываться сквозь паковые льды. Несколько дней спустя оба корабля оказываются затёртыми льдами неподалеку от острова Кинг-Вильям. |                                                          |                      |                      |                |                   |
| 2 | «Резня» «Gore»                                           | Эдвард Бергер        | Су Хью               | 26 марта 2018  | 1,39              |
| Весна 1847 года. Франклин направляет три мобильные группы (под руководством лейтенантов Ле Висконта, Ходжсона и Гора) на поиски открытой воды. Группа лейтенанта Гора сталкивается с двумя инуитами — девушкой и её отцом-шаманом, и по ошибке тяжело ранит старика. Гор погибает при нападении неведомого хищника, напоминающего огромного белого медведя. Раненого инуита и его дочь доставляют на «Террор», но попытки спасти умирающего оказываются безуспешными. При осмотре трупа Гудсир выясняет, что у эскимоса нет языка. Лейтенант Ирвинг, спустившись в трюм, застает там Хикки и Гибсона за занятием мужеложством. |                                                          |                      |                      |                |                   |
| 3 | «Лестница» «The Ladder»                                  | Серджо Мимика-Геззан | Джина Уэлч           | 3 апреля 2018  | 1,11              |
| Июнь 1847 года. В вещах убитого инуита обнаруживается резная фигурка тупилака, изображающая медведя. Отчаявшаяся Безмолвная — дочь убитого — покидает корабль и разбивает лагерь неподалёку. Конфликт между Франклином и Крозье, не в меру увлёкшимся спиртным, переходит в открытую фазу. Сэр Джон навещает охотничий отряд, устроивший засаду на погубившего Гора медведя. В этот момент зверь нападает на стрелков и убивает коммодора. Принявший командование Крозье отдаёт приказ об отправке на юг нового отряда под руководством лейтенанта Фейерхольма, который должен добраться до материковых владений Англии в Канаде и привести помощь. Погибшему коммодору Франклину устраивают пышные похороны. |                                                          |                      |                      |                |                   |
| 4 | «Высечь как юнгу» «Punished, As a Boy»                   | Эдвард Бергер        | Дэвид Каджганич      | 3 апреля 2018  | 1,17              |
| Ноябрь 1847 года. В Лондоне жена и племянница Джона Франклина пытаются добиться от Арктического совета организации спасательной экспедиции, но получают отказ. Тем временем затёртые льдами корабли подвергаются регулярным нападениям медведя, демонстрирующего не присущую обычному зверю хитрость и жестокость. Амбициозный помощник конопатчика Корнелиус Хикки, уверенный, что именно Безмолвная натравливает на англичан неведомую тварь, подбивает двух матросов взять инуитку в плен. За подобное самоуправство Крозье велит всех троих высечь, а женщину переправляет на «Эребус», где Генри Гудсир пытается выучить с её помощью язык инуитов. |                                                          |                      |                      |                |                   |
| 5 | «Не промажьте, ребята» «First Shot a Winner, Lads»       | Серджо Мимика-Геззан | Джош Паркинсон       | 3 апреля 2018  | 0,91              |
| Декабрь 1847 года. Большая часть экипажа «Террора» переправляется на «Эребус». Крозье пытается выведать у Безмолвной способ борьбы с таинственным медведем, но узнаёт только имя существа — Туунбак. Во время очередной атаки зверя лишается ноги ледовый лоцман Томас Блэнки. Морякам удаётся подстрелить монстра из фальконета, однако тот выживает и скрывается. Деморализованный гибелью коммодора Крозье принимает решение «завязать» с алкоголем и временно передаёт командование капитану «Эребуса» Фицджеймсу. Гудсир, обнаруживший у некоторых моряков симптомы отравления, подозревает, что в этом виновата некачественная свинцовая пайка консервных банок, но суровый доктор Стэнли приказывает ему держать это в тайне от остальных. |                                                          |                      |                      |                |                   |
| 6 | «Милосердие» «A Mercy»                                   | Серджо Мимика-Геззан | Винни Вильгельм      | 10 апреля 2018 | 0,92              |
| Январь 1848 года. Джеймс Фицджеймс, принявший командование экспедицией, по совету Блэнки организует карнавал, чтобы поднять дух полярников. Поблизости от кораблей прямо на льду сооружается вместительный балаган с аттракционами, баром и музыкальной сценой. В это же время Гудсир приходит к выводу о том, что экспедиция страдает от массового отравления свинцом, находящимся в воде и пище. Безмолвная проводит шаманский ритуал вместо своего погибшего отца и, дождавшись появления Туунбака, в ознаменование посвящения отрезает себе язык. В балагане оправившийся от алкогольной ломки Крозье произносит речь перед участниками карнавала, объявляя о намерении бросить корабли и идти на юг. Но лишившийся рассудка доктор Стэнли поджигает шатёр и сам гибнет в огне вместе со многими моряками, не сумевшими выбраться.                                                                                             |                                                          |                      |                      |                |                   |
| 7 | «Ужас на ужин» «Horrible from Supper»                    | Тим Милантс          | Андрес Фишер-Сентено | 10 апреля 2018 | 0,97              |
| Апрель 1848 года. Полярники оставляют корабли и движутся пешком на близлежащий остров Кинг-Вильям, с трудом таща за собой наполненные припасами тяжелые шлюпки. Выясняется, что группа Фейерхольма, отправленная Крозье за помощью в 1847 году, была уничтожена монстром. Многие полярники тяжело больны и находятся на грани помешательства. Крозье сознает, что питаться консервами опасно, но другой пищи в экспедиции не осталось. Корнелиус Хикки узнаёт о свинце в консервах и начинает готовить мятеж. Охотничья партия, в которую входят лейтенант Ирвинг и Хикки, сталкивается с группой угостивших их мясом инуитов, и Хикки пользуется случаем, чтобы убить своих спутников. |                                                          |                      |                      |                |                   |
| 8 | «Лагерь «Террора» пуст» «Terror Camp Clear»              | Тим Милантс          | Дэвид Каджганич      | 10 апреля 2018 | 0,86              |
| Хикки обманывает морских пехотинцев, заставляя их перебить ни в чём не повинных инуитов, и запугивает других членов экспедиции опасностью нападения других «дикарей». Сагитированный ими сержант Тозер вскрывает оружейную и раздаёт ружья возмутившимся матросам. Разгневанный Крозье проводит следствие и приговаривает Хикки и сержанта Тозера к повешению. Коварный Хикки, оказавшийся присвоившим чужие документы самозванцем, вместо последнего слова разоблачает капитана, сообщая, что ещё в 1847 году Крозье, наперекор Франклину, намеревался самовольно оставить экспедицию и уйти за помощью на материк. Казнь прерывается нападением на лагерь Туунбака, который убивает моряков одного за другим, пока не получает отпор от Фицджеймса, обстрелявшего его ракетами Конгрива. Освободившийся Хикки и другие заговорщики пользуются хаосом, чтобы запастись оружием, продовольствием и сбежать.                        |                                                          |                      |                      |                |                   |
| 9 | ««Море, море, открытое море»» «The C, the C, the Open C» | Тим Милантс          | Су Хью               | 10 апреля 2018 | 0,78              |
| Апрель 1848 года. В Лондоне леди Джейн Франклин при поддержке Чарльза Диккенса организует сбор средств для отправки поисковой экспедиции. На острове Кинг-Вильям Френсис Крозье с остатками выживших продвигается дальше на юг. В пути умирает Фицджеймс. Блэнки, у которого началась гангрена, добровольно вызывается оставить отряд, чтобы отвлечь на себя идущего по пятам Туунбака. Убедившись в невозможности добывания еды охотой, Корнелиус Хикки принуждает своих спутников есть человечину, заставив захваченного в лагере доктора Гудсира разделывать мертвые тела. Безмолвная добирается до селения инуитов, которые заставляют ее натравить Туунбака на агрессивных пришельцев, распугавших на острове всю дичь. Людям Хикки удается заманить Крозье в ловушку и взять его в плен. |                                                          |                      |                      |                |                   |
| 10 | «Нас больше нет» «We are Gone»                           | Тим Милантс          | Дэвид Каджганич      | 10 апреля 2018 | 0,79              |
| Группа Крозье решает двигаться дальше, оставив раненых и капитана на произвол судьбы. Гудсир кончает с собой, предварительно приняв яд в надежде отравить своим мясом каннибалов. Обезумевший Хикки изъявляет желание стать «жрецом» Туунбака и при приближении монстра предлагает «богу-медведю» свой отрезанный язык. Не принявший такого «служения» дух убивает лже-конопатчика вместе с остатками его отряда, но и сам умирает, отравленный плотью белых людей. Джеймс Росс отправляется на поиски пропавшей экспедиции на судах «Энтерпрайз» и «Инвестигейтор». Израненного Крозье подбирает Безмолвная. Оправившись, Фрэнсис отправляется на поиски своих людей, но находит лишь трупы. Крозье принимает решение не возвращаться в Англию и остаётся жить с эскимосами. Безмолвная покидает стойбище, так и не попрощавшись с ним. Члены поисковой экспедиции безрезультатно расспрашивают инуитов о судьбе людей Франклина. |                                                          |                      |                      |                |                   |

### Сезон 2: Бесчестье (2019)
| №  | Название                                                        | Режиссёр              | Автор сценария                                                     | Дата премьеры    | Зрители США (млн) |
| -- | --------------------------------------------------------------- | --------------------- | ------------------------------------------------------------------ | ---------------- | ----------------- |
| 1  | «Воробей в ласточкином гнезде» «A Sparrow in a Swallow's Nest"» | Джозеф Кубота Владыка | Сюжет : Макс Боренштейн и Александр Ву Телесценарий : Александр Ву | 12 августа 2019  | 0,58              |
| 2  | «Все демоны всё ещё в аду» «All the Demons Are Still in Hell»   | Джозеф Кубота Владыка | Тони Тост                                                          | 19 августа 2019  | 0,45              |
| 3  | «Гаман» «Gaman»                                                 | Майкл Стивен Леманн   | Шэннон Госс                                                        | 26 августа 2019  | 0,42              |
| 4  | «Слабые — это мясо» «The Weak Are Meat»                         | Майкл Стивен Леманн   | Наоми Иидзука                                                      | 2 сентября 2019  | 0,38              |
| 5  | «Рассыпаться как жемчужина» «Shatter Like a Pearl»              | Лили Марийе           | Стивен Ханна                                                       | 9 сентября 2019  | 0,36              |
| 6  | «Тайдзо» «Taizo»                                                | Эверардо Гоут         | Макс Боренштейн и Бенджамин Кляйн                                  | 16 сентября 2019 | 0,38              |
| 7  | «Мой идеальный мир» «My Perfect World»                          | Мира Менон            | Даниэль Родерик и Тони Тост                                        | 23 сентября 2019 | 0,33              |
| 8  | «Мой милый мальчик» «My Sweet Boy»                              | Тоа Фрейзер           | Алессандра Димона и Шэннон Госс                                    | 30 сентября 2019 | 0,28              |
| 9  | «Приди и возьми меня» «Come and Get Me»                         | Фредерик И. О. Туа    | Стивен Ханна и Наоми Иидзука                                       | 7 октября 2019   | 0,38              |
| 10 | «В загробный мир» «Into the Afterlife»                          | Фредерик И. О. Туа    | Александр Ву                                                       | 14 октября 2019  | 0,36              |

## Отзывы критиков
На популярном сайте-агрегаторе рецензий Rotten Tomatoes получил 93 % благоприятных отзывов, со средним рейтингом 8,55/10 на основании 35 рецензий. На веб-сайте Metacritic у сериала 76 баллов из 100 на основании 18 рецензий. Сериал вошел в рейтинг лучших сериалов 2018 года, опубликованный редакцией сайта «Кинопоиск».